# Laboissière-en-Thelle
Laboissière-en-Thelle är en kommun i departementet Oise i regionen Hauts-de-France i norra Frankrike. Kommunen ligger i kantonen Noailles som tillhör arrondissementet Beauvais. År 2022 hade Laboissière-en-Thelle 1 330 invånare.

## Befolkningsutveckling
Antalet invånare i kommunen Laboissière-en-Thelle
| Referens: INSEE |